# Килимник Степан Іванович
Степа́н Іва́нович Кили́мник (нар. 24 грудня 1889 (5 січня 1890), село Якушинці Вінницького повіту Подільської губернії, нині Вінницького району Вінницької області — пом. 9 травня 1963, Торонто, Канада) — український історик, етнограф, педагог. Дійсний член Наукового товариства імені Шевченка та Української вільної академії наук.

## Біографія
Закінчив Вінницьку учит. семінарію (1911), навчався у Феодосійському учит. ін-ті (1919–20), закінчив Харківський ун-т (1921). Від 1922 року перебував на викладацькій роботі. Працював у Народному комісаріаті освіти УСРР. Після Другої світової війни перебував на еміграції: від 1945 року в Австрії, від 1949 року — в Канаді.
Автор праць з етнографії, історії України кінця XVII — початку XVIII століття. Найважливіша студія Килимника — «Український рік у народних звичаях в історичному освітленні» (у шести томах; шостий том залишився в рукописі).

## Праці
- Король Данило Галицький. В обороні віри, т. 1. Торонто, 1954.
- Український рік у народних звичаях в історичному освітленні, кн. 1-3, т. 1-5. Вінніпег, 1955–1969; Торонто, 1962–1963, т. 1-5 (2-ге вид. К., 1994).